# Bulbophyllum stolzii
Bulbophyllum stolzii là một loài phong lan thuộc chi Bulbophyllum.